# Neococcidencyrtus hynodis
Neococcidencyrtus hynodis är en stekelart som beskrevs av John S. Noyes 1987. Neococcidencyrtus hynodis ingår i släktet Neococcidencyrtus och familjen sköldlussteklar. Inga underarter finns listade i Catalogue of Life.